# المحلق الحمراني
هو المحلّق ود علي، شاعر سوداني عاش في منتصف القرن الثامن عشر كتب بالعامية السودانية، من فرسان قبيلة الحمران، وهي قبيلة عربية تعيش في أقصى شرق السودان، عند تخوم أثيوبيا وأريتريا، وتنتشر حول ضفاف نهر ستيت والفلوات المحيطة به، وعاصمتهم مدينة ود الحليو. والحمران قوم أهل رعي وزراعة وتجارة ولهم معرفة بأعمال الفروسية والصيد.

## نشأته وحياته
نشأ المحلق بقرية عناتر التي تقع في شمال ديار الحمران بشرق السودان، واشتهر بهيامه ببنت خاله وزوجته لاحقًا تاجوج بنت محمد ود علي الهاكين، أحد زعماء قبيلة الحمران، ونظم فيها جل شعره، إن لم يكن كله، وكانت حسناء بارعة الجمال، لا يزال يضرب المثل بجمالها في مختلف أصقاع السودان. وتعتبر قصة حبهما من أشهر قصص الغرام في الموروث الشعبي السوداني.

## قصة حبه
ويحكى أن المحلق، لشدة إعجابه بزوجته تاجوج، طلب منها ذات يوم طلبأَ غريباً، وهو أن تتجرد تماماً من ثيابها ثم ترقص أمامه مقبلةً ومدبرةَ، وألح عليها في ذلك وشدد العزيمة، وكان ذلك في عرق قبيلة الحمران عيبًا بالغًا، فوافقت بشرط أن يجيبها إلى طلب ستطلبه منه عقب تنفيذ رغبته. فوافق على ذلك ظناً منه أن طلبها لن يتعدى المال والحلي والأنعام، فطلبت الطلاق بعد أن حققت له ما أراد، واضطر هو لتلبية رغبتها أمام إصرارها. ثم سعى بعد ذلك لردها إلى عصمته، ولكن كل محاولاته في ذلك باءت بالفشل الذريع، فقضى بقية عمره في حالة تشبه حالة مجنون بني عامر، هائماً على وجهه، ذاهل اللب زائغ العقل، يتغنى باسم تاجوج، وينظم فيها روائع الأشعار. وكان محلق صاحب ملكة فنية فذة، وصوت رائع في الغناء، فصار يتغنى باسمها ليل نهار. وقد بذل أهله كل مرتخصٍ وغال من أجل علاجه من هذا الذهول، وجلبوا له الأطباء والبصراء والرقاة وأصحاب الملكات في مقارعة السحر ولكن كل ذلك لم يجد نفعاً.

## كتاباته
يعتبر المحلق أحد أعظم شعراء شعر الدوبيت والرباعيات في السودان، ويصنف مع ود شوراني وإبراهيم ود الفراش، حيث كتب الدوبيت بكل أوزانه.

## نماذج من شعره
بَـشِــــدْ واركـبْ على أب زرداَ مـــدانَــا
مِــتِـــل وَدّ الأرايــلْ فـي الـبـطـــــــانَـــةْ
نَِضـوِّقــــو مـن كريـكـــر اليـوم تــرانـا
ونســاري الليـل على الخُــدّيــرْ فـلانــة ومن أشعار المحلق التي جرت في الناس مجرى المثل وأصـبـح يرددها الكبير والصغير، قوله:
راقِـدْ رُقـادَ الدِّيـك فوق الحِـبـِلْ
عيشـةً بلا تاجـوج ما بتنْحَمِــلْ

## وفاته
توفى المحلق الحمراني في القرن الثامن عشر، ومات حزناً على فراق زوجته وريحانة فؤاده، وذلك بعد موت تاجوج مقتولة بسيف أحد قطاع الطرق من قبيلة الهدندوة.